# Paula Hitlerová
Paula Hitler (21. ledna 1896 Hafeld, Rakousko – 1. června 1960 Berchtesgaden, Německo) byla mladší sestra Adolfa Hitlera a poslední dítě Aloise Hitlera a jeho třetí manželky Kláry Pölzlové. Byla jediný plnorodý sourozenec Adolfa Hitlera, který se dožil dospělosti.

## Životopis
Jako šestileté jí zemřel otec, v jedenácti letech přišla i o matku. Rakouská vláda pak jí a jejímu bratrovi Adolfovi přiřkla skromnou penzi. Paula se později odstěhovala do Vídně, kde pracovala jako sekretářka. S bratrem Adolfem neměla kontakt až do počátku 30. let 20. století, kdy se s ním opět setkala ve Vídni.
Roku 1930 přišla o zaměstnání ve vídeňské pojišťovně poté, co její zaměstnavatel zjistil, kým je. Paula pak dostávala finanční podporu od bratra Adolfa a na jeho žádost žila pod falešným příjmením Wolf, což byla přezdívka z dětství. Během druhé světové války pracovala jako sekretářka ve vojenské nemocnici. Podle vlastního prohlášení vídávala bratra do počátku 40. let zhruba jednou ročně.
Nebyla politicky aktivní a nikdy se nestala členkou nacistické strany. V posledních dnech války byla, patrně na rozkaz Martina Bormanna, převezena do Berchtesgadenu. V květnu 1945 byla zatčena důstojníky americké rozvědky a vyslýchána ohledně svého bratra. Po propuštění se vrátila do Vídně, kde nějaký čas žila ze svých úspor, pak pracovala v obchodě. Roku 1952 se odstěhovala do Berchtesgadenu, kde žila v ústraní pod jménem Paula Wolf. Zemřela zde 1. června 1960 ve věku 64 let jako poslední žijící členka Hitlerovy nejbližší rodiny.